# 日本のバレーボール
日本のバレーボールでは、日本のバレーボールについて記述する。

## 歴史

### 伝来
1908年、欧米の体育視察から帰国し、東京YMCA体育主事となった大森兵蔵が初めて日本にバレーボールを紹介したと言われている。しかし大森はストックホルムオリンピックの帰国途中、アメリカ・カリフォルニア州で死去したため、本格的な普及には至らなかった。
1913年、F.H.ブラウンが北米YMCAから派遣されて来日し、紹介と指導に力を注ぎ、日本のバレーボール界の基礎を築いたとするのが、今日の定説とされている。ブラウンは東京中華青年会にバレーボールを紹介した後、比較的体育施設が整っていた関西地区のYMCAから指導することにした。1917年、東京YMCA体育館の完成により、東京YMCAで指導したが、当時日本の体育運動界は不振の状況下にあったので、バレーボールを試みる者も極めて少なく、あまり普及するに至らなかった。バレーボールはできるだけ大勢の人がやるのに意義があるとの考え方から当初は16人制で出発。サイドアウト制を採用し、しかも点数も21点であったので大変な試合時間を要した。このためバレーボールが競技的に盛んになってくると人数が16人では身動きがとれない。多すぎるし、運動量としても少なすぎる、血気盛んな青年たちにとっては物足らないということになり、段々人数が減ってきた。また国際ゲームともなれば、人数が多いと派遣などで不都合が生じやすいという理由もある。1921年の第5回極東選手権競技大会（以下極東選手権、極東大会）から12人制を採用、1927年の第8回極東選手権からは、日本の提案が取り入れられ9人制となった。この9人制全盛時代が30年間続き、1960年前後に6人制へと移行した。

### 第3回極東選手権
1917年5月8日から17日にかけて、東京芝浦で第3回極東選手権が開催された。開催国でもあるということから、ぜひともバレーボールのチームをこの大会に出場させなければならないということになったが、当時はこのバレーボールを専門にやっている者がおらず、そのチームの編成には非常に苦心したといわれる。日本体育協会はバレーボールに最も精通しているブラウンにチーム編成を依頼し、ブラウンは東京、横浜、大阪、神戸などのYMCAからバスケットボール選手、陸上競技選手などの教え子のうち、バレーボールを楽しんだ経験のある者を集めて、急造のピックアップチームを編成した。このような事情でメンバーはボールの扱い方を知らず、攻撃法はまだ見たことがなく、ただボールを打ってネットを越せればよいというレベルであった。試合の結果は当然ながら、中国対日本が21-4、21-2で中国が勝利し、フィリピン対日本が21-7、21-0でフィリピンが勝利した。試合は大敗したものの、各地からこの試合を観戦に集まった体育指導者が、初めて見るバレーボールに大きな興味を持ち、帰郷して広めたのが、日本でバレーボールが広く一般的になり普及した原因である。その一人で、当時広島師範学校（現広島大学）の武道教師だった河津彦四郎は体育教科にバレーボールを取り入れるなど、教え子の多田徳雄らとバレーボールを研究した。ただし、一般レベルでは日本のバレーボールは全くの日陰者の境遇におかれ、ほとんどスポーツ界から忘れ去られた。同じく世間から閑却されたバスケットボールがそれでも抑えがたい勃興の熱と力をひそかに養って行き進歩の跡を示したのに反し、以後4年の間、バレーボールは局地的に細々と命脈を保った。

### 国内大会の開催
これまでYMCAでのみで行われていたバレーボールを学校で取り入れようという動きが出始めたが、バレーボールの指導は、ほとんどが女子児童の間で行われ、男子の間では指導は極めて稀であった。1918年、大阪朝日新聞社広島通信部主催の女学生の陸上競技大会が開催され、競技種目中にバレーボールが加えられた。1919年、大阪毎日新聞神戸支局主催の兵庫県女子中学校のバレーボール競技大会が開催された。単独のバレーボール大会としてはこれが日本で最初である。この大会から姫路高女、神戸市立第一高女、兵庫県立神戸第一高女などの強豪校が誕生した。これらが日本に於ける女子バレーボールの"礎石"となった。

### 日本初のバレー専門チーム・神戸高商
1919年、第4回極東選手権（上海）に陸上競技と水泳選手で出場した多田徳雄が、1920年神戸高等商業学校（現神戸大学、以下神戸高商）に教師として赴任、学校で最初にバレーボールを取り入れ、バレー専門のチームを結成した。1921年、第5回極東選手権が上海で開催された。第3回大会で大敗したこともあり、一般体育界から顧みられなかったバレーボールは、大日本体育協会内に於いても、日本から代表チームを送るか、選手派遣費用の問題もあり消極的であった。しかしブラウンらの強い働きかけもあり選手派遣に決し、大日本体育協会みずから極東大会派遣チームの予選を行った。関東予選ではバスケットボール選手を中心とした東京YMCAが、東京高師、横浜YMCAを破り、関西予選では多田率いる神戸高商が、大阪YMCAを破り、東京で決勝戦が行われる予定であったが、経費の問題で決勝は中止になり、バスケットボール選手を中心とした東京YMCAが極東選手権に出場した。試合はフィリピン対日本が21-4、21-0でフィリピンが勝利し、中国対日本が21-3、21-0で中国が勝利し、第3回大会から進歩なしという厳しい結果となった。これは東京YMCAの選手はバスケットボールがおもな目的であり、バレーボールはおざなりにされたことと、フィリピンや中国の進歩を研究するだけの基礎もまだ出来ていなかったことが原因であった。第5回大会の戦績ははなはだ貧弱なものであったが、大日本体育協会は競技の価値を認め、日本でこれを奨励しなければ、将来極東大会で永久にフィリピン、中国に勝てないという見地から、本競技を発展させようという声が上がった。こうして大日本体育協会の主催で毎年、日本バレーボール選手権を開催することになった。またこの大会より従来の16人制は競技者が多すぎて興味がないということで12人制を採用することになった。
1923年4月21日〜22日に極東選手権出場予選会兼日本バレーボール選手権が開催され、神戸高商が大連排球団に勝って同年5月に大阪で開催される第6回極東選手権の出場権を獲得した。これが日本最初のバレーボール専門チームとしての出場で、この中にのち大日本排球協会会長となる西川政一、渡辺逸郎、若林昌之助らがいた。しかし結果は不振で、フィリピンに21-2、21-2、中国に21-10、21-1で敗れ関係者を落胆させた。しかし両チームからバレーボール技術の吸収に努め、次第に高度な技術や戦法をマスターしていった。この頃日本のバレーボールは、前衛の選手がジャンプもしないで平凡なボールを相手方に打ち返すのみであったが、上海での第4回極東大会に水泳・陸上の代表として参加していた神戸高商の多田徳雄監督はフィリピン・中国の攻撃法を見て、バレーボールは前衛が高くジャンプし全身の力で打ち込むスマッシング（スパイク）が攻撃の奥義であると認識していた。しかし神戸高商の選手たちにそれを説いても実際に鉄火の洗礼を受けたことのない選手たちにはあまり響かなかった。第6回極東大会で神戸高商の選手たちがその攻撃法を目の当たりにしたことは、その後の日本のバレーボール界に大きな好結果を得る元になった。神戸高商はスパイクの他、指を使ったパスを自チームに取り入れる等、バレーボール技術の吸収に努め、次第に高度な技術や戦法をマスターしていった。神戸高商は国内では無敵で1920年〜1932年と呉水雷倶楽部に敗れるまで黄金時代を続けて、第6回からの極東選手権はほとんど神戸高商の選手で占められた。一部のYMCAを除いては全国に普及しなかったバレーボールを、広く日本国内に普及する切っ掛けを作ったのは神戸高商であり、日本のバレーボール（9人制）の普及発展に尽くした神戸高商の存在は大きい。神戸高商は全国中等排球選手権大会を主催し、出場した選手が後年、各地の指導者に成長したのを始め、名古屋の八高や地方の専門学校なども中学大会をもつようになった。中学校のレベルは一躍向上してこの中から坂上光男や長崎重芳など、のちの全日本選手が数多く生まれた。極東選手権はブラウンの主張通り16人制でスタートしたが、アメリカでのルールは「人数は、コートの大きさが決定された後、双方のマネージャーによって決定する」という条項を生かして、第5、6、7回大会は12人制で行い、第8回大会から日本の発言で9人制を実行、ここに極東の地域独特の9人制バレーボールがスタートした。また第7回大会から20点で同点の場合、ジュース制が採用された。

### 女子バレーチーム誕生と初の国際ゲーム

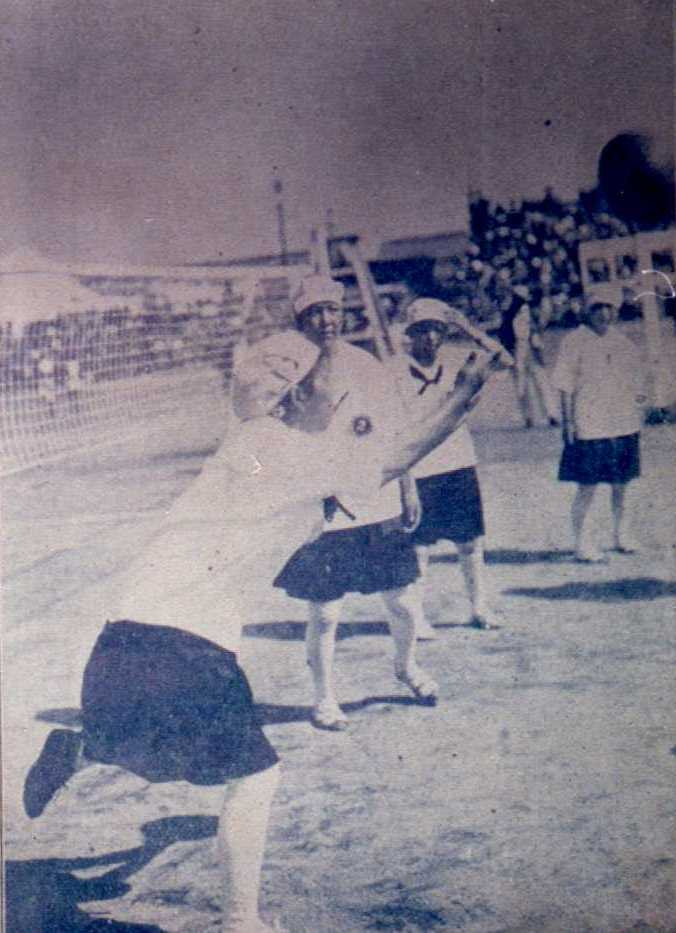
第6回（1923年）極東選手権での女子バレーボールの試合

日本でバレーのみに専念する最初の女子チームは、東京の第二高女、女子師範、兵庫の姫路高女、神戸第一高女、広島高女である。第6回極東選手権が大阪で行われたとき、女子バレーがエキジビジョンゲームとして登場した。これが日本女子の初の国際試合である。日本から多田徳雄が指導した関西代表の姫路高女と三橋義雄が指導した関東代表の竹早チームが出場し、中国の1チームとあわせて計3チームでリーグ戦形式で試合を行った。結果は次の通りで日本が快勝した。
|          |     |      |               |  |
| 姫路高女 | 2-0 | 中国 | (21-11, 21-4) |  |
| 竹早     | 2-0 | 中国 | (21-0, 21-16) |  |
| 姫路高女 | 2-0 | 竹早 | (21-6, 21-8)  |  |

男子チームの悲惨な敗北に比べて女子チームの勝利は女子バレーボール史に光輝ある一頁をなすもので、姫路高女が極東の覇権を握ったことは、その後の国内に於けるバレーボールの普及に多大な好影響を与えた。各地女学校間のバレーボール熱はにわかに高まり、女子バレーボール界の進展は男子のそれを圧倒する勢いを示した。
極東選手権では1927年、神戸第一高女が優勝、1930年には愛知淑徳高女が優勝と女子は参加した大会では全て優勝している。

### 大日本排球協会の設立
1925年5月、三橋義雄を中心とする、坂本郵次、柳田亨、中川新右衛門、広田兼敏、原清吉などによって「関東排球協会」が設立された。第7回極東選手権直前の関東排球協会の設立は極東選手権選手選考などの委嘱を日本体育協会から得ようとする意図があったが、設立を急ぎすぎたため実現できなかった。
同年11月、多田徳雄、西川政一、渡辺逸郎、若林昌之助、山中一郎などを中心として「関西排球協会」が設立された。関西協会は、神戸高商の関係者によって占められており組織的に強固なものであった。同月第1回関西男子選手権大会、翌1926年、関西女子選手権を開催し活動は順調であった。
1927年5月24日、日本体育協会は協議会の席上で、バレーボールは全国的な統括団体を欠くため、第8回極東選手権予選会は従来どおり体育協会が行うと発表した。これに前後して、関西排球協会の多田代表は日本体育協会の薬師寺尊正主事に統括団体設立の意思があることを伝えたが、具体的交渉にいたらないうちに前記の発表となった。同年7月31日、大阪市天満橋の野田屋食堂で会合が開かれた。東海からは、増田健三、西村正次、佐藤金一、関東からは薬師寺尊正、坂本郵次、柳田亨（3人は委任欠席）、関西からは多田徳雄代表理事、渡辺逸郎、江藤順蔵、西川政一が出席し、「大日本排球協会」が設立された。欠員であった会長には、1929年、平沼亮三が就任した。
1932年に「関東学生排球連盟」が、翌1933年に「関西学生排球連盟」が結成。1947年には、大日本排球協会が「日本バレーボール協会」と改称された。

### 第9、10回極東選手権
第8回極東選手権にも神戸高商は日本代表として出場したが1930年、第9回極東選手権には、代表選考に際してピックアップ制を採用、神戸高商の後身の神戸商大の選手を中心として代表チームを編成し、強化合宿を行って本大会に臨んだ。その結果中国チームから1セットを取るという殊勲を挙げた。続く1934年、第10回極東選手権では完全なピックアップ制をとり、13名の代表選手を選び、初めて中国チーム破った。極東選手権も第10回に及び、ようやくフィリピン・中国に接近した力を持つに至った。極東選手権は戦争のため第10回で終了した。
なお、日本では1930年に試合時間短縮、興味の持続のためにラリーポイント制が導入されており、第10回極東選手権でも適用された。
その後国際大会と無縁になった日本国内では1941年、ネット高を230cmから225cmに引き下げた。

### 戦後の復活と国際交流
戦後の特色は、学生層の手薄をついたOBチームやクラブチームの進出があげられる。まず1946年の全日本選手権では全兵庫が優勝し、1947年には戦前の強豪・呉工廠を母体とした尼崎製鉄呉がこれに代わり、1948年、1949年には嚶鳴クラブが二年連続優勝の偉業を成し遂げた。嚶鳴クラブは後述する広島市の嚶鳴小学校（現・広島市立古市小学校）のOBチームであった。女子では前田豊率いる戦前からの強豪・東京中村高等女学校が1939年秋から太平洋戦争をはさみ、1947年6月まで、国体、全日本選手権などの公式戦で149連勝を記録、戦後の女子バレー発展の礎を築いた。
戦前の日本のバレーボールは極東に於いても苦戦する状況であったが、1951年パリで開かれた国際バレーボール連盟の会議で、日本バレーボール協会がフィリピンや東ドイツとともに加盟の承認を得た。国際バレーボール連盟ではアメリカのルールが採用されたため、国際ルールはアメリカ発祥である6人制のバレーボールとなり、日本の9人制（極東ルール）は国際的には通用しないことが分かった。しかし6人制と9人制の問題は未解決のまま長く残った。
1957年、日本で国内初の6人制選手権開催。その後も9人制極東ルールが主流であり全日本総合選手権においても1958年6人制が導入されるが、9人制との併用開催が続く。
1960年、ブラジルで開催された世界選手権に日本男女が初参加。女子2位、男子8位。
1961年、日本男女チーム欧州遠征。女子チーム(日紡貝塚)はソ連戦を含めて22連勝し、現地紙で「東洋の魔女」と呼ばれる。
1962年、都市対抗、国体、全日本インカレ(男子)が9人制を廃し、6人制に切り替え。翌年からインターハイも切り替え。全日本インカレ女子は62まで9人制、63は併用、64から6人制のみ。国体は76年に9人制が復活し、以後2010年に再度廃止されるまで6人制との併用が続いた。
1962年、世界選手権(ソ連)で日本女子(日紡貝塚)がソ連を破り優勝。国民的英雄になる。翌年、大松監督「おれについてこい！」出版。
1964年　東京オリンピックで女子が金メダル獲得。
1967年　今日のVリーグの前身に当たる日本リーグ(全日本選抜男子(女子)リーグ)が発足。

### 企業女子スポーツの成長・発展

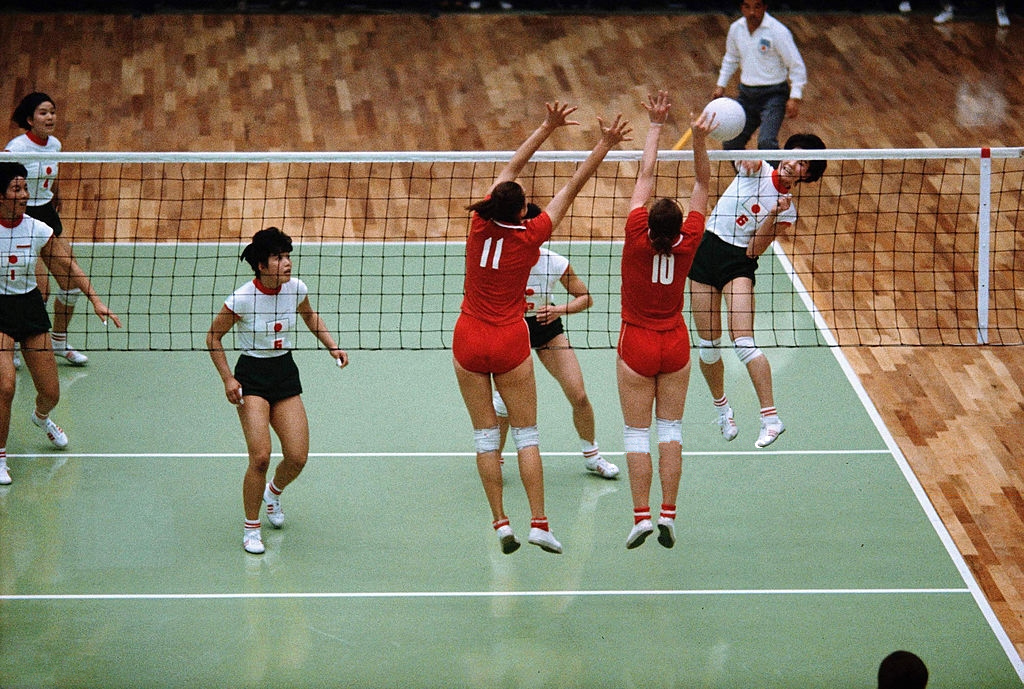
東京オリンピック女子バレーボール

極東選手権では男子は終始先進国のフィリピン、中国の後塵を拝して振るわなかったが、国内では明治神宮体育大会を中心に、学校、会社、工場方面において、好個の女子スポーツとして普及発展した。1928年開始の全日本選手権では愛知淑徳高女が第一回から5連覇したが、1934年、35年の全日本選手権女子では広島専売局が優勝している。この頃企業に女子バレーを導入したのは、日紡、倉紡、鐘紡などの紡績企業であった。1936年は錦華紡績が、1937から39年は日紡尼崎紡績が全日本選手権で優勝した。
　企業の安価な賃金労働力の供給源となったのは、地方の中学、高校を卒業した若い女性であったが、紡績産業には戦前の綿埃にまみれた重労働という女工哀史に見られたような不健康で不健全というイメージが広く流布していた。そのため職場や仕事の健全さを世間に向けてアピールすることは、労働力を確保するために必要な戦略であった。そこに紡績企業が女子スポーツに注目し力を注いだ理由がある。大量の女性労働者に対し、生活を律し、仲間意識を持たせ、企業忠誠心を高揚させる役割も企業スポーツにはあった。また日紡の原社長のように「企業スポーツの隆盛は企業の隆盛のバロメーター」という考えも強かった。1947東日本、西日本実業団選手権開始。1948年の全日本総合で鐘紡淀川が準優勝、1949年から全日本実業団選手権の開始。1950年時点で登録チーム210を数えた。1951年の全日本総合で鐘紡四日市が優勝し、以後は日紡足利、倉紡津など実業団チームの優勝が不動となる。この頃から女子バレーボール界では、上位はすでに実業団によって完全に占められていた(五十年史)。よって「1960年当時の企業では、〜(略)〜このころの実業団チームのレベルは余り高くなく、男子は大学、女子は高校の方が優位であった」(バレーボール年代記)という記述は誤りである。1954年、日紡がバレーボール部を貝塚に集約し最強チームとなるが、9人制全日本総合で1950年代に2回優勝し、全日本実業団9人制で1959年から4連覇した倉紡倉敷の活躍も特筆される。日紡貝塚は他に先んじて6人制を強化し、58年開始の6人制全日本総合では9連覇を達成。1960年世界選手権で日本代表で2位、1962年の世界選手権でソ連を破っての優勝で国民的英雄となった。1964年の東京オリンピックでの日紡貝塚を中心とする日本代表の金メダル獲得もあり、女子バレーボールは企業スポーツの花形として発展していった。1965年時点の登録チーム数は456。

## 競技人口
|              | 男子   | 女子   |
| ------------ | ------ | ------ |
| 実業団       | 6,477  | 1,271  |
| クラブ       | 18,148 | 11,155 |
| 大学         | 6,870  | 7,089  |
| 高専         | 1,091  | 535    |
| 高校         | 39,591 | 62,207 |
| 中学生       | 34,268 | 94,275 |
| 小学生       | 13,908 | 79,407 |
| ヤングクラブ | 894    | 1,157  |
| U14          | 575    | 96     |
| ビーチ       | 738    | 484    |
| ソフト       | 9,074  | 11,020 |

|              | 男子  | 女子  |
| ------------ | ----- | ----- |
| 実業団       | 365   | 88    |
| クラブ       | 1,178 | 771   |
| 大学         | 403   | 411   |
| 高専         | 62    | 45    |
| 高校         | 2,873 | 3,961 |
| 中学生       | 2,681 | 6,752 |
| 小学生       | 1,167 | 5,396 |
| ヤングクラブ | 96    | 111   |
| U14          | 70    | 11    |
| ソフト       | 1,980 | 285   |

日本バレーボール協会が公表した資料によるとバレーボールの2009年度の登録選手数は400,330人、登録チーム数は28,706チームとなっている。

## 世代別の状況

### 小中学校
1926年に文部省の体操教授要目の中に、バレーボールが取り入れられ、学校でもバレーボールが授業で行われるようになった。学校教育においては、戦前、戦後の一時期、小学校5年生からバレーボールが教材として扱われていたことがあった。しかし、1958年の小学校学習指導要領から外され、中学1年生からの教材として扱われている。。
2011年度からソフトバレーが小学校の教科に採用された。
小学校の全国大会としては全日本バレーボール小学生大会などがあるが、小学校バレーの元祖は広島の嚶鳴小学校（現・広島市立古市小学校）といわれる。

### 高等学校
高校バレーは全国高等学校体育連盟バレーボール専門部が統括している。全国的な大会として以下の大会が有名である。
- 全日本バレーボール高等学校選手権大会（春の高校バレー）
- 全国高等学校総合体育大会バレーボール競技大会（夏のインターハイ）
- 国民体育大会バレーボール競技少年の部

### 家庭婦人
東京オリンピックにおけるバレーボール全日本女子の活躍をきっかけとして、全国にバレーボール熱が高まり、主婦たちが婦人会やPTAなどでバレーボールを楽しむようになった。日本各地に広まったママさんバレーを全国的に統一しようという考えから、1970年に日本バレーボール協会と朝日新聞社主催による第1回全国大会「家庭婦人バレーボール大会（現・全国ママさんバレーボール大会）」が開催された。家庭婦人を対象としたスポーツ大会は世界でも珍しく、ブランデージIOC会長も「オリンピックムーブメントの生きた見本」として賞賛した。

## 地域別の状況
広島は「ボール王国」「ボール作りの聖地」とも呼ばれ、広島市にはミカサやモルテンの本社がある。原料の砂鉄が豊富な地で、大量の針を広島港から東南アジアへ輸出しており、帰国時に空いた船内の有効活用のため、現地産の天然ゴムを積み込んだのが、ボール製造や自動車産業に発展したともいわれる。地元の専売広島男子排球部（現・JTサンダーズ広島）に所属した猫田勝敏ら、名選手達を輩出した広島は、バレーボールワールドカップでは、1977年大会から毎回必ず、会場の一つになっている。
岩手県に日本初のバレーボール専用体育館「オガールアリーナ」がある。
企業女子スポーツの成長・発展で前述のように、繊維工場があった地域では女子バレーボールが隆盛してきた歴史がある。

## 日本で生まれた技術
1964年の東京五輪からバレーボールが正式種目に加わり、その頃からコンビネーション・バレーが確立された。また、回転レシーブ、時間差攻撃など日本独特の技術が編み出された。いずれも、高さのある欧米の選手に技術で対抗、あるいはカバーするためであって、自ずと日本で多く生まれてきた歴史がある。以下に日本で生まれた技を記述する。

### 日本で生まれた技の一覧
- 回転レシーブ：松平康隆が生み出した。
- 時間差攻撃：松平康隆が生み出した。
- Aクイック
- Bクイック：1965年に完成。木村憲治選手、小泉勲選手ら、当時の中央大学在学中の選手たちが開発した。1966年の世界選手権において国際舞台で使われ、木村選手は世界のベスト6に選ばれた。
- Cクイック
- Dクイック
- フライングレシーブ
- 天井サーブ
- ゼロ・クイック

## メディア

### バレーボール中継
全日本のバレーボールはテレビのゴールデンタイムに放送されるスポーツの一つである。
1964年東京オリンピックの女子バレーボールの日本とソ連との優勝決定戦では視聴率66.8%を記録した。これはスポーツ中継としては歴代最高となっている。
1984年ロサンゼルスオリンピックではテレビ朝日が大金を払ってバレーボール競技の独占放映権を獲得した。
ワールドカップは1977年以降、4年に1度日本で行われ、その模様がテレビで放映される（前述のように古くからバレーボールが盛んだった広島は毎回会場の一つとなっている）。近年ではアイドルタレントを競技場に招いてパフォーマンスを披露したり、選手へのインタビューを行ったりするなどエンターテイメント化している。日本戦が開催される直前にアイドルがコート上で歌い踊るのがワールドカップの定番となっていたが、2011年大会では中止となった。不必要ともいえるタレントのゲスト起用、アナウンサーの饒舌に対しては、選手の真剣さとあまりに落差があり興ざめだという厳しい論調もある。国際バレーボール連盟の年間の収益のうち8〜9割は日本での利益で、ワールドカップなど日本で国際大会が開催される際は、日本のテレビ局から多額の放映権料を受けている。